# シマハッカン
シマハッカン（縞白鷴、学名：Lophura diardi）は、鳥綱キジ目キジ科コシアカキジ属に分類される鳥類。

## 分布
カンボジア、タイ北部、ベトナム南部、ラオス

## 形態
全長オス80センチメートル、メス60センチメートル。翼長22-24センチメートル。体重オス1.4キログラム、メス1キログラム。頭頂の羽毛が伸長（冠羽）する。
顔には羽毛が無く、赤い肉垂れ状の皮膚が裸出する。虹彩は赤や褐色。嘴は黄緑色。後肢は赤い。
卵は長径4.8センチメートル、短径3.8センチメートルで、殻は淡赤褐色。
オスは頭部の羽衣が暗紫色。頸部から背、胸部の羽衣が灰色で、背に黄色い縞模様が入る。腰や尾羽基部の上面を被う羽毛（上尾筒）は光沢がある青や青黒色、緑の羽毛で、羽毛の外縁（羽縁）が赤褐色。腹部の羽衣は黒や灰色で、羽縁は青い。尾羽は先端が湾曲し、緑青色の光沢がある黒。翼は灰色で、黒い斑点が入る。また冠羽がより伸長し、先端は房状で黒紫色。メスは全身の羽衣が赤褐色で、胸部から腹部にかけての羽縁は黄褐色。尾羽は赤褐色。中央尾羽2枚は淡褐色で、黒や褐色の横縞と虫食い状の斑紋が入る。翼は淡褐色で、黒い縞模様が入る。また冠羽が小型。

## 生態
標高800メートル以下にある常緑広葉樹林や竹林に生息する。
食性は雑食で、果実、昆虫、ミミズなどを食べる。
繁殖形態は卵生。地表に巣を作り、1回に5-8回の卵を産む。抱卵期間は24-25日。

## 人間との関係
タイの国鳥である。
開発による生息地の破壊、狩猟などにより生息数は減少している。タイでの1991年における生息数は約5,000羽と推定されている。